# Gloria Guida
Gloria Guida (Merano (Meran), Dél-Tirol, 1955. november 19. –) olasz fotómodell, színésznő, pop-énekesnő. Leginkább az 1970-es évek olasz erotikus filmvígjátékaiban (commedia sexy all’italiana) szerzett hírnevet.

## Élete
A dél-tiroli Meránban született, Emilia-Romagna régióból származó olasz családban. Szülei a kislány születése után Meránból Bologna megyébe, Casalecchio di Reno kisvárosba költöztek. (Gloria ma is fenntartja itteni hivatalos bejelentett lakóhelyét). Apja egy táncklubot tartott fenn a romagnai Adria-parton (riviera romagnola). Gloria először ebben a klubban lépett fel énekesnőként. Nagykorúságának elérésekor fotómodellként kezdett dolgozni. 1974-ben elnyerte Olaszország tizenéves szépségkirálynőjének (Miss Teenage Italia) címét.

### Énekesnői pályája
17 évesen már énekelt apjának táncklubjában. 1972-ben benevezett egy nyári diszkófesztivál versenyére, és helyezést is elért a L’uomo alla donna non può dire no (Férfi a nőnek nem mondhat nemet) c. dallal, amelyet később kislemezen is kiadott.
Ugyanebben az évben jelent meg második kislemeze, (Cuore, fatti onore), amely a Fickle Pickle együttes 1970-es Sinful Skinful c. nagylemezéről a California Calling c. szám olasz átdolgozása volt, szövegét Franco Califano fordította. A lemez B oldalán felvett Pioggia nell’anima az előzőhöz hasonló jellegű dal volt.
1973-ban a CBS lemezkiadó Gloriát benevezte Sanremói Dalfesztiválra, de eredmény nélkül. Kudarcához valószínűleg hozzájárult a szívsajtóban ez időben fellángoló vita arról az (akkor még) újmódi tendenciáról, hogy az énekesnők pusztán testi megjelenésükre alapozták sikerüket, és (akkor még) sokan tartottak attól, hogy az olasz dalénekes kultúra a „keblek és combok diadalává” süllyed.
Amikor színésznőnek állt, Gloria egyre ritkábban vállalt énekes fellépést. Saját filmjeinek zenei anyagában azonban időnként közreműködött. 1979-ben két filmben is Gianni Ferrio szerzeményeit énekelte: a La liceale seduce i professoria filmben a „Stammi vicino” című dalt, majd L’infermiera di notte c. filmben a La musica è címűt, a utóbbit kislemezen is megjelent.

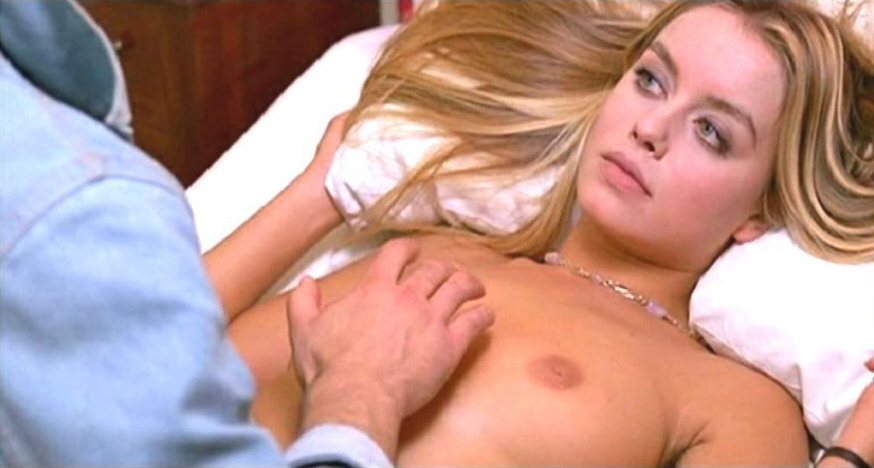
Gloria Guida a Quella età maliziosa c. filmben (1975)

### Filmszínésznői pályája
Első két filmjét (La Ragazzina, és La Minorenne) 1974 nyarán forgatta, mindkettőben hasonló karakterű szerepet alakított, tizenéves leánykát, aki a szex felfedezése során ifjonc fiúbarátok és idősödő csodálók között csapódik ide-oda. Az áttörést a La liceale (Gimnazistalány) című erotikus vígjáték hozta meg számára (angol nyelvterületen a film The Teasers, német nyelvű országokban Flotte Flotte Teens und heiße Jeans címen futott): Egy vidéki gimnázium szexbomba növendékeként a dögös Loredana (Gloria Guida) az ujja köré csavarja tanárait, a tanfelügyelőket, osztálytársait és azok szüleit is. A film műfajt teremtett. 1978–80 között Gloria a film több „folytatásában” is szerepelt, de ezek meg sem tudták közelíteni az első „gimnazista” sikerét.
Az 1975-ös Blue Jeans c. filmben Gloria ifjú prostituáltat alakított, akit édesapja (Paolo Carlini) próbál erkölcsös(ebb) életre szorítani. Gloria a korszak divatos olasz szex-vígjátékainak népszerű főszereplője lett. Azt a csábító, a szex révén mindent elérő rafinált tinilány-típust testesítette meg, nagy riválisától, a nála 8 évvel idősebb Edwige Fenechtől ragadva el ezt a karaktert. Ugyanebben az évben Pier Giorgio Ferretti rendező La novizia c. filmkomédiájában Gloria egy fiatal apácát (novíciát) alakított. A pajkos történetek mellett 1975-ben drámai szerepben is feltűnt: Silvio Amadio Quella età maliziosa c. filmjében a vonzó szőke Paola feltűnése családi tragédiát okoz.
Fontos filmje az 1978-ban bemutatott Avere vent’anni (Húszévesen) c. zenés játékfilm, amelyet Fernando Di Leo rendezett, itt már nemcsak szépségével, hanem színészi játékával is hódított. A történetben Gloria és társnője, Lilli Carati két otthonról elcsavargó lányt alakít, akik korlátlan szabadságot keresve római hippik közé keverednek, majd prostitúcióba, végül kegyetlen bűnözők áldozatául esnek. A két fiatal színésznő rövid leszbikus találkozása és néhány véres, erőszakos jelenet miatt a filmet Olaszországban csak cenzúrázva mutathatták be, de ilyen formában is kultuszfilmé vált. Vágatlan változatát csak 2004-ben mutatták be a Velencei Nemzetközi Filmfesztiválon.
1979-ben Mariano Laurenti L’infermiera di notte c. szex-komédiájában aratott sikert, ahol Gloria neves olasz komikusokkal, köztük Alvaro Vitalival együtt szerepelt. A szexis „éjszakai nővér” szexjelene a rábízott beteggel (Mario Carotenuto) a feministák heves elutasítását váltotta ki. Tiltakozó akcióik hatására a film beszorult a „kabinos mozikba” és kisebb magántelevíziók műsorába.
1979-ben az Accendiamo la lampada c. zenés vígjáték színpadi próbáin megismerkedett a karrierjének csúcsán álló Johnny Dorelli színész-énekessel. Hamarosan összeházasodtak. Néhány filmben közösen szerepeltek, így 1981-ben a Giorgio Capitano által rendezett Forróvérű kísértet-ben (Bollenti spiriti), és Dino Risi 1982-ben készült Szex minden mennyiségben (Sesso e volentieri) c. vígjátékában, amelynek harmadik főszereplője Laura Antonelli volt. A négy önálló pajzán történetben mindhárman több különböző szerepet játszottak el.
Johnny Dorellitől egy leánya született, Guendalina. Ezután Gloria visszavonult a filmszerepléstől. 1988-ban Johnny Dorellivel együtt szerepelt Festa di capodanno c. televíziós minisorozatban, aztán férjének ösztönzésére teljesen felhagyott az aktív filmezéssel.
2009-ben bejelentette visszatérését. 2010-ben aprócska szerepet kapott egy Mediaset-produkcióban, Paolo Costella rendező Fratelli Benvenuti c. televíziós minisorozatának 2 epizódjában.
2011-ben Gloria részt vett a Rai Uno tévétársaság Lasciami cantare! című dalénekes vetélkedőjén. 2012-ben a Rai Uno Tale e Quale Show c. zenés show-műsoraiban szerepelt, ahol Carlo Conti vezénylete mellett neves olasz énekesnőket utánzott, nagy sikerrel (Raffaella Carràt, Patty Pravót, Arisát és Noemit).

## Szerepei, lemezei

### Játékfilmjei
| - 1974 : La ragazzina (Monica) - 1974 : La minorenne - 1975 : Il solco di pesca (Tonina) - 1975 : Quella età maliziosa (Paola) - 1975 : Peccati di gioventù (Angela Batrucchi) - 1975 : La novizia (Maria nővér) - 1975 : La liceale (Loredana) - 1975 : Il gatto mammone (Marietta) - 1976 : Blue Jeans (Daniela „Blue Jeans” Anselmi) - 1976 : Scandalo in famiglia (Elena) - 1976 : Ragazza alla pari (Domenica Schlutzer) - 1976 : Il medico... la studentessa (Claudia Raselli) - 1977 : Orazi e Curiazi 3-2 - 1977 : Maschio latino cercasi / L’affare si ingrossa (Gigia) - 1978 : Avere vent’anni (Lia), Lilli Caratival - 1978 : The Bermuda Triangle (Michelle) - 1978 : Indagine su un delitto perfetto (Polly) - 1978 : Travolto dagli affetti familiari - 1978 : La liceale nella classe dei ripetenti (Angela) - 1979 : La liceale seduce i professori (Angela Mancinelli) - 1979 : La liceale, il diavolo e l’acquasanta (Luna) - 1979 : L’affittacamere (Giorgia Mainardi) | - 1979 : L’infermiera di notte (Angela Della Torre) - 1980 : Fico d’India (Lia Millozzi) - 1981 : Forróvérű kísértet (Bollenti spiriti) (Marta) - 1982 : La casa stregata (Candida) - 1982 : Szex minden mennyiségben (Sesso e volentieri, Linda / Feleség / Susanna / Luisella / Armanda / Susy, Johnny Dorelli partnereként, rendező Dino Risi. - 1988 : Festa di Capodanno - 2010 : Fratelli Benvenuti - 2010 : Io canto - 2011 : Lasciami cantare! - 2012 : Tale e Quale Show - 1979 : Accendiamo la lampada - 1972 : L’uomo alla donna non può dire no/Pioggia nell’anima, CBS-8015 - 1972 : Cuore, fatti onore/Pioggia nell’anima, CBS-8375 - 1979 : La musica è/Gloria around the clock CAM-AMP-219 |